# Río Fuerte
La rivière Fuerte est une rivière de l'État de Sinaloa, au nord-ouest du Mexique. Elle s'écoule du cours supérieur de la Sierra Madre occidentale, jusqu'à l'océan Pacifique (par le golfe de Californie).

## Cours
La rivière Fuerte commence au confluent du Rio Verde (également appelé Rio San Miguel) et de la rivière Urique, dans la chaîne de montagnes de la Sierra Madre occidentale. Elle coule en régime normal vers le sud-ouest, sur une distance de 290 kilomètres (180,2 mi), et a son embouchure dans le golfe de Californie, sur l'île de Lechuguilla, située à 43 kilomètres (26,72 mi) à l'ouest de la ville de Los Mochis.
Le barrage Miguel Hidalgo engendre une retenue près de la ville d' El Fuerte, créant le plus grand réservoir de l'État, l'Embalse de Gustavo Diaz Ordaz. L’eau est largement utilisée pour l’irrigation agricole dans les États du nord de Sinaloa et du sud de Sonora.

## Caractéristiques
La rivière est entourée de grandes plantations de manguiers, qui produisent des fruits principalement destinés à l'exportation vers les États-Unis. L'ancienne capitale de Sinaloa, Sinaloa de Leyva, se situe au bord de la rivière Fuerte, dans la vallée des contreforts occidentaux de la Sierra Madre.